# Ctenochira orientalis
Ctenochira orientalis là một loài tò vò trong họ Ichneumonidae.